# 楠伯
楠伯（Nambour）是澳大利亚昆士兰州城镇，位于该州东南，距州首府布里斯本101公里。地处阳光海岸区内陆，坐落在布莱科尔山脉脚下。人口13,800（2006年）。
楠伯过去是马鲁基郡的郡治，现为阳光海岸区政府行政中心。镇名源于土著语 naamba（串钱柳）。

## 历史
楠伯于1870年建镇，时称“皮特里溪”（Petrie's Creek）。1891年连接楠伯和布里斯本的昆省北岸线建成，通车之际，城镇也改为现名。

## 工业

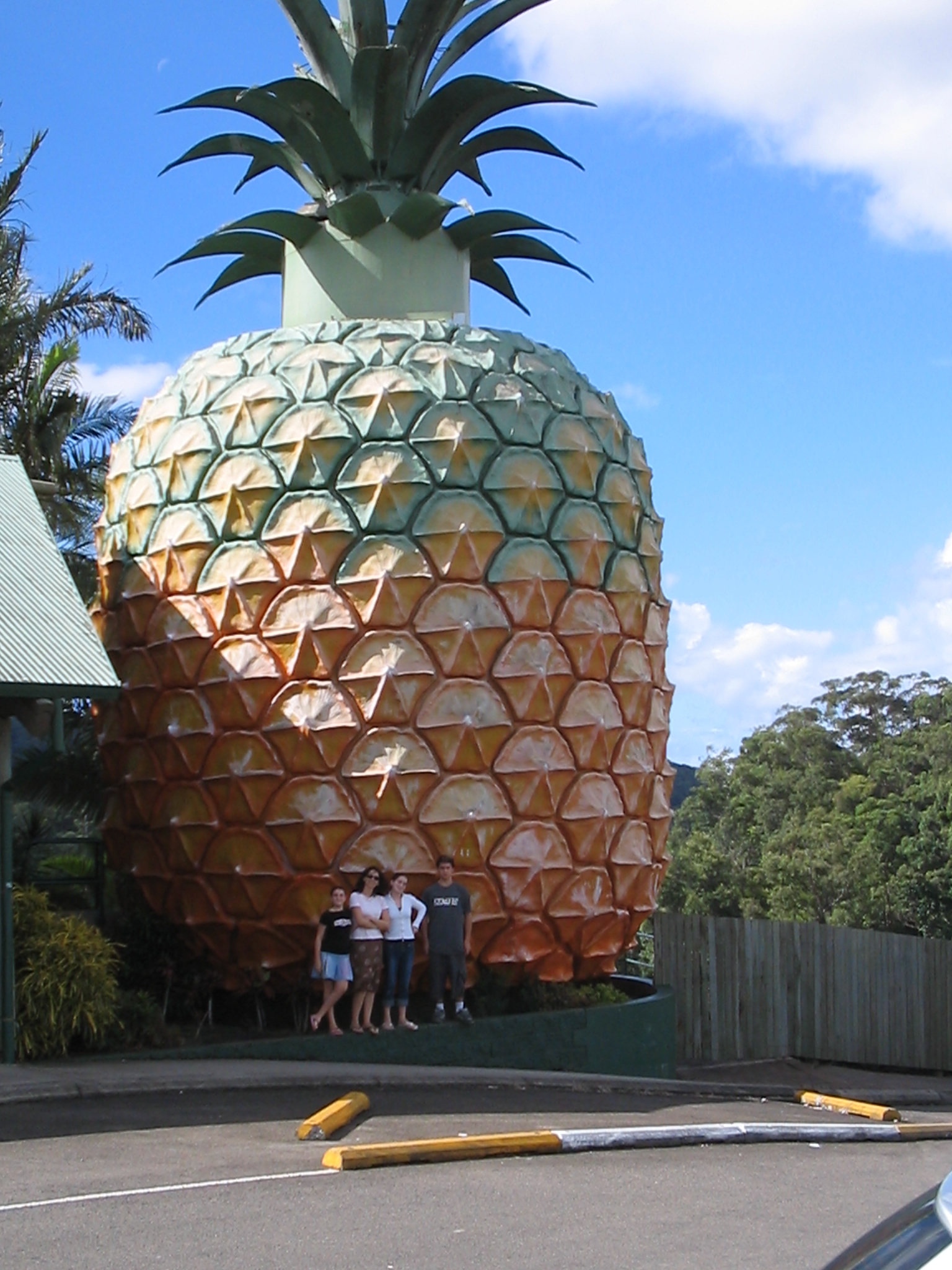
The Big Pineapple

楠伯的主要工业为产糖业、旅游业和热带水果种植。楠伯周围有大片的蔗田，著名的摩尔顿糖厂亦位于镇中心，不过该糖厂已于2003年倒闭。
镇南郊有 The Big Pineapple（大菠萝）——世界上“最大的菠萝”。

## 著名人物
- 陆克文，第26任澳大利亚总理
- 韦恩·斯旺，澳洲工党籍副总理、财政部长
- 帕特里克·拉夫特，网球运动员